# Konitsa
Konitsa (griechisch Κόνιτσα (f. sg.); albanisch Konicë/-a) ist eine griechische Kleinstadt und Gemeinde (Dimos) im Norden des Regionalbezirks Ioannina in der Region Epirus. Die Gemeinde wurde durch die Gebietsreformen von 1997 und 2010 beträchtlich vergrößert und entspricht seit 2011 dem Gebiet der bis 1997 bestehenden Provinz Konitsa.

## Geographie
Konitsa befindet sich ca. 5 km südlich der albanischen Grenze am Austritt des Flusses Aoos aus seinem Tal zwischen dem Smolikas-Massiv im Norden und dem Tymfi-Massiv im Süden inmitten des nördlichen Pindos-Gebirges. Unmittelbar östlich der Stadt erhebt sich der über 2.000 m hohe Berg Trapesitza, welcher der westliche Ausläufer des Smolikas-Massivs ist. In die westlichen Ausläufer des Berges ist Konitsa wie eine Tribüne hineingebaut. Nach Osten eröffnet sich die Hochebene des Aoos, der die südliche Gemeindegrenze zur Gemeinde Zagori bildet, bis zum östlich gelegenen Bergdorf Distrato im nördlichen Pindos. Das Aoos-Tal wird landwirtschaftlich genutzt. Konitsa ist die nördlichste Ortschaft der Region Zagoria bzw. Zagorochoria.
Nördlich des Smolikas fließt dem Aoos auf dem Gemeindegebiet der Sarandaporos zu, nördlich davon liegen der Gemeindebezirk Mastorochoria sowie die Bergdörfer Aetomilitsa und Fourka, die ebenfalls Gemeindebezirke bilden. Nördlich grenzt das Massiv des Grammos das Gemeindegebiet nach Albanien und Westmakedonien ab.
Das Gebiet des Gemeindebezirks Konitsa selbst umfasst Flächen mit landwirtschaftlicher Bewirtschaftung von einer Höhe von 542 m (Aoos-Tal) bis 1.073 m. Wälder bedecken 51 % des Gemeindegebietes, von denen 86 % dem Staat gehören. Die vorherrschenden Baumarten sind Schwarzkiefer und Abies borisii. 18 % der Fläche werden landwirtschaftlich genutzt, 13 % sind „Wildnis.“

## Geschichte

### Antike und Mittelalter
Die ersten möglichen Siedlungsspuren im Gemeindegebiet sind Bronzewaffen, welche auf dem Gebiet der Kleinstadt Konitsa gefunden wurden. Sie datieren auf das 11. bis. 9. Jahrhundert v. Chr. (Eisenzeit). Eine archäologisch gesicherte Siedlung bestand zur Eisenzeit nach gegenwärtigem Kenntnisstand allerdings nicht. Eine Siedlung mit dem Namen Konitsa ist bis in das 14. Jahrhundert n. Chr. nicht urkundlich erwähnt.
Die erste Erwähnung des heutigen Gemeindenamens Konitsa findet sich in der Chronik von Ioannina: 1380 wird vom Despoten von Ioannina eine Festung bei Konitsa errichtet. In der folgenden spätbyzantinischen Zeit bestehen auf dem heutigen Gemeindegebiet wahrscheinlich zwei Siedlungen.

### 15. bis 20. Jahrhundert
1430 wird Konitsa mit Ioannina durch das Osmanische Reich erobert. Das Osmanische Reich errichtet ein Vilâyet mit dem Verwaltungszentrum Konitsa, welches dem Sanjak von Ioannina (Sanjak Janina) untergeordnet wird. Im Zeitraum zwischen 1481 und 1512 gründete Hüseyin Baba in Konitsa die erste Tekke (Derwischkloster) auf epirotischen Boden. Im 15. Jahrhundert konzentrieren sich unter osmanischer Herrschaft die Bevölkerung der umliegenden Ortschaften in der heutigen Kleinstadt Konitsa. Anfang des 16. Jahrhunderts werden in Konitsa zwei größere Moscheen erbaut: die erste wird unter Sultan Bayezid II. errichtet, die zweite wird vom Sultan Süleyman dem Prächtigen errichtet. Ende des 17. Jahrhunderts bestand in Konitsa zwei Gerichtsbarkeiten. Im 18. Jahrhundert wird in Konitsa die erste griechische Schule eröffnet. Um 1870 bis 1871 wird die große Steinbogenbrücke über den Fluss Aoos errichtet.

### Erste Hälfte des 20. Jahrhunderts

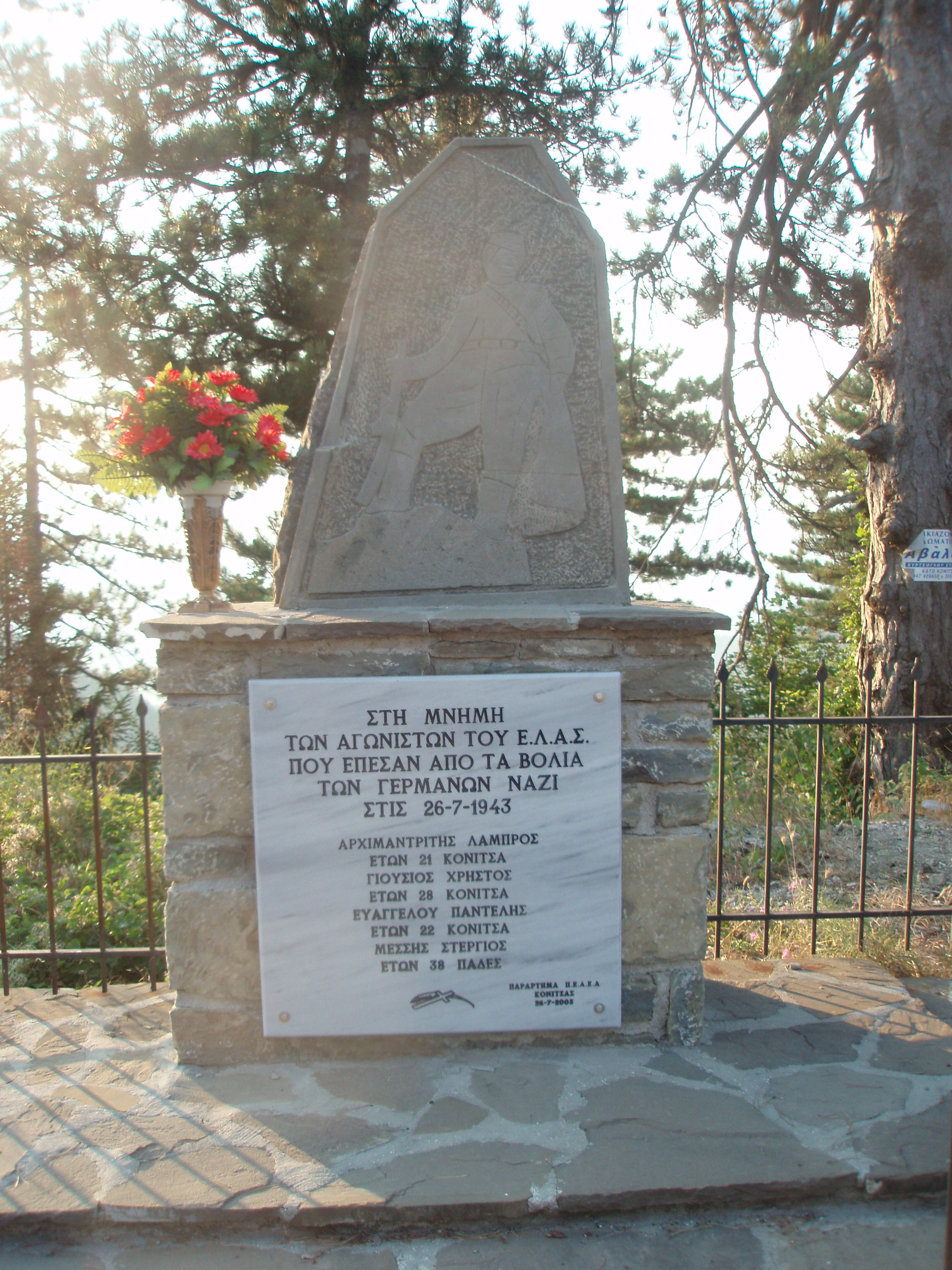
Mahnmal für exekutierte griechische Widerstandskämpfer der ELAS durch die deutsche Wehrmacht 1943 auf dem Berg Trapesitza

Die osmanische Herrschaft endet in Konitsa im Februar 1913 im Rahmen des Ersten Balkankrieges: griechische Streitkräfte besetzen Konitsa. Durch die Friedensverträge im Anschluss der beiden Balkankriege wird Konitsa dem Königreich Griechenland zugeordnet. Die türkische Bevölkerungsgruppe verbleibt in Konitsa bis 1925: nach der griechischen Niederlage im Griechisch-Türkischen Krieg 1922 wird im Friedensvertrag von Lausanne 1923 ein umfassender Bevölkerungsaustausch zwischen Griechenland und der Türkei vereinbart. Im Rahmen dieses Bevölkerungsaustausches muss die türkische Bevölkerungsgruppe 1925 Konitsa verlassen. Griechen aus Kappadokien siedeln sich gleichzeitig nach der erzwungenen Aufgabe ihres Siedlungsgebietes in Kleinasien in Konitsa an.
Konitsa war im Zweiten Weltkrieg vom italienisch besetzten Albanien aus erstes Angriffsziel der italienischen Truppen nach dem 28. Oktober 1940. Es wurde auch aufgrund seiner gegenüber Albanien leicht zugänglichen Lage durch das Tal des Aoos schnell erobert. Mit dem griechischen Gegenangriff ab November 1940 fiel es wieder unter griechische Kontrolle und blieb unter dieser bis zur deutschen Invasion Griechenlands ab dem 6. April 1941 (Unternehmen Marita). Nach der Kapitulation der griechischen Streitkräfte in Epirus und Albanien wurde die Stadt von italienischen Truppen besetzt. Nach dem Fall Mussolinis 1943 übernahm die deutsche Wehrmacht die Besetzung Konitsas bis zu ihrem Rückzug aus Griechenland im Oktober 1944.

### Konitsa im griechischen Bürgerkrieg 1946–49
Im griechischen Bürgerkrieg von 1946 bis 1949 war Konitsa wiederholt Schauplatz schwerer Kämpfe zwischen den linksgerichteten Aufständischen unter kommunistischer Führung und der regulären griechischen Armee unter der rechtsgerichteten Zentralregierung in Athen. Am 13. Juli 1947 wurde seitens der Aufständischen mit einer 1.000 Kämpfer starken Truppe versucht, Konitsa zu erobern und zu einer vorläufigen Hauptstadt zu erklären. Dieser Angriff schlug nach 24 Stunden fehl; Truppen der griechischen Armee drängten die Angreifer in Richtung albanische Grenze ab. Ein weiterer Angriff auf Konitsa erfolge am 26. Dezember 1947. An dem Angriff sollen 2.000 Aufständische beteiligt gewesen sein. Bei den nachfolgenden Kämpfen entlang der Straße nach Konitsa zwischen Aufständischen und der Armee seien nach Angaben der griechischen Armee bzw. Regierung mehr als 44.000 Flüchtlinge in das von der Armee kontrollierte Gebiet gelangt; ob ihre Flucht dorthin selbst motiviert oder unmittelbar durch Androhung von Gewalt erzwungen wurde, ist nicht sicher bekannt. Erst nach der Verlegung weiterer Truppen der griechischen Armee nach Konitsa gewinnt die griechische Armee ab dem 28. Dezember 1947 kurzfristig die Oberhand. 24 Stunden später schließen die Aufständischen den Belagerungsring um Konitsa wieder. Weitere 24 Stunden später gelingt der griechischen Armee die Eroberung der Höhenzüge um die Bourazani-Brücke ca. 15 km westlich von Konitsa; damit sind die Nachschubwege nach Konitsa wieder offen. Die griechische Armee kann Konitsa entsetzen und den Angriff der Aufständischen zurückdrängen. Am 2. Januar 1948 erfolgt ein nochmaliger Angriff der Aufständischen, welcher von der unterdessen erheblich verstärkten Garnison der Armee in Konitsa zurückgeschlagen wird. Eine Woche nach Ende der Kämpfe besucht ein UN-Beobachterteam Konitsa, um sich ein Bild von der Lage zu machen. Weitere zwei Wochen später, am 25. Januar 1948, greifen Aufständische erneut Konitsa an. Ein frühzeitiger Angriff der griechischen Armee bei der westlich von Konitsa gelegenen Borozani-Brücke scheitert. Eine Einnahme oder Belagerung der Kleinstadt gelingt aber nicht. Drei Monate später wird Konitsa von aufständischer Artillerie beschossen; eine Belagerung erfolgt erneut nicht. Ende April 1948 ist die Straßenverbindung zwischen Konitsa und Ioannina über Kalpaki wieder kurzzeitig unter Kontrolle der Aufständischen.
Am 21. Juni 1948 beginnt die griechische Armee ihre erste große Offensive gegen die Hochburg der Aufständischen, das Grammos-Massiv. Dabei marschiert die neunte griechische Division von Konitsa aus gegen die Südflanke des Grammos-Massivs. Bereits 24. Juni 1948 gelingt die Einnahme eines wichtigen Höhenzuges, der Angriff verlangsamt sich anschließend weiter und bleibt am Ende hinsichtlich des Ziels der Eroberung des Grammos erfolglos. Ein Gegenangriff der Aufständischen in Richtung Konitsa wird am 26. Juni 1948 zurückgeschlagen. Am 11. Juli 1948 wird die Ortschaft Monastiri der heutigen Gemeinde Konitsa von der griechischen Armee erobert. Bis zum Ende des griechischen Bürgerkriegs Anfang September 1949 steht die Stadt Konitsa nicht mehr im Mittelpunkt; die nördlichen Teile der heutigen Gemeinde Konitsa an der Südflanke des Grammos blieben bis zur endgültigen Niederlage der Aufständischen immer wieder umkämpftes Gebiet, vor allem bei der den Krieg zeitlich abschließenden „Operation Fackel“ der griechischen Armee im Sommer 1949 gegen die Hochburg der Aufständischen, dem Grammos-Massiv. Die Angriffe der griechischen Armee insbesondere bei der Phase I und III der „Operation Fackel“ starteten auch von Konitsa aus.

## Verwaltung, Bevölkerung, Politik

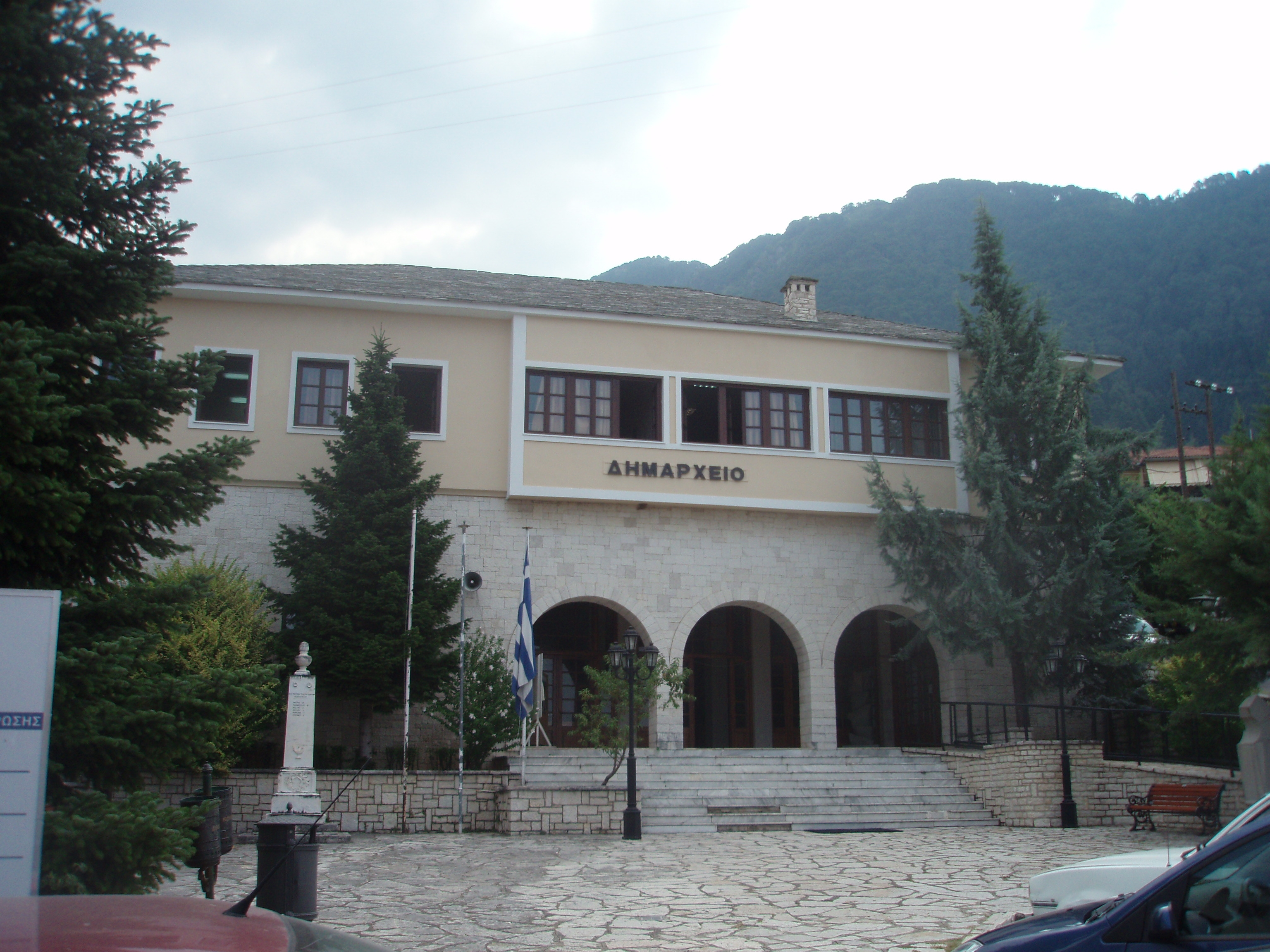
Rathaus von Konitsa

Konitsa wurde 1919 als Landgemeinde (kinotita) anerkannt und 1948 zur Stadtgemeinde (dimos) erhoben. 1997 wurden zahlreiche umliegende Ortschaften eingemeindet. Eine erneute Vergrößerung erfuhr Konitsa 2010, als erneut vier umliegende Gemeinden zu Konitsa kamen. Die Gemeinden bis 2010 bilden seither Gemeindebezirke (Ez. gr. dimotiki enotita), die Gemeinden aus der Zeit vor 1997 existieren als Stadtbezirk (Ez. gr. dimotiki kinotita) Konitsa sowie 39 Ortsgemeinschaften (Ez. topiki kinotita) fort und haben eigene lokale Vertretungen (Einwohnerzahlen von 2011).
- Gemeindebezirk Aetomilitsa – Δημοτική Ενότητα Αετομηλίτσης – 432 Einwohner
  - Ortsgemeinschaft Aetomilitsa – Τοπική Κοινότητα Αετομηλίτσης (Αετομηλίτσα)
- Gemeindebezirk Distrato – Δημοτική Ενότητα Διστράτου – 278 Einwohner
  - Ortsgemeinschaft Distrato – Τοπική Κοινότητα Διστράτου (Δίστρατο)
- Gemeindebezirk Fourka – Δημοτική Ενότητα Φούρκας – 90 Einwohner
  - Ortsgemeinschaft Fourka – Τοπική Κοινότητα Φούρκας (Φούρκα)
- Gemeindebezirk Konitsa – Δημοτική Ενότητα Κόνιτσας – 4.632 Einwohner
  - Stadtbezirk Konitsa – Δημοτική Κοινότητα Κονίτσης (Κόνιτσα) – 2.942 Einwohner
  - Ortsgemeinschaft Agia Varvara – Τοπική Κοινότητα Αγίας Βαρβάρας – 29
    - Agia Varvara – Αγία Βαρβάρα – 17 Einwohner
    - Pyxaria – Πυξαριά – 12 Einwohner

  - Ortsgemeinschaft Agia Paraskevi – Τοπική Κοινότητα Αγίας Παρασκευής (Αγία Παρασκευή) – 220 Einwohner
  - Ortsgemeinschaft Aetopetra (Konitsis) – Τοπική Κοινότητα Αετοπέτρας Κονίτσης (Αετοπέτρα) – 124 Einwohner
  - Ortsgemeinschaft Aidonochori – Τοπική Κοινότητα Αηδονοχωρίου (Αηδονοχώρι) – 45 Einwohner
  - Ortsgemeinschaft Amarandos – Τοπική Κοινότητα Αμαράντου – 44 Einwohner
    - Amarandos – Αμάραντος – 44 Einwohner
    - Loutra – Λουτρά – unbewohnt

  - Ortsgemeinschaft Armata – Τοπική Κοινότητα Αρμάτων (Άρματα) – 30 Einwohner
  - Ortsgemeinschaft Elefthero – Τοπική Κοινότητα Ελευθέρου (Ελεύθερο) – 75 Einwohner
  - Ortsgemeinschaft Exochi – Τοπική Κοινότητα Εξοχής – 41 Einwohner
    - Exochi – Εξοχή – 29 Einwohner
    - Trapeza – Τράπεζα – 12 Einwohner

  - Ortsgemeinschaft Ganadio – Τοπική Κοινότητα Γαναδιού (Γαναδιό) – 32 Einwohner
  - Ortsgemeinschaft Iliorachi – Τοπική Κοινότητα Ηλιορράχης (Ηλιορράχη) – 112 Einwohner
  - Ortsgemeinschaft Kavasila – Τοπική Κοινότητα Καβασίλων (Καβάσιλα) – 37 Einwohner
  - Ortsgemeinschaft Kallithea – Τοπική Κοινότητα Καλλιθέας (Καλλιθέα) – 154 Einwohner
  - Ortsgemeinschaft Klidonia – Τοπική Κοινότητα Κλειδωνιάς – 136 Einwohner
    - Kalyvia – Καλύβια – 125 Einwohner
    - Klidonia – Κλειδωνιά – 11 Einwohner

  - Ortsgemeinschaft Mazio – Τοπική Κοινότητα Μαζίου (Μάζιο) – 187 Einwohner
  - Ortsgemeinschaft Melissopetra – Τοπική Κοινότητα Μελισσόπετρας – 41 Einwohner
    - Kalovrysi – η Καλόβρυση – 10 Einwohner
    - Melissopetra – Μελισσόπετρα – 31 Einwohner

  - Ortsgemeinschaft Molista – Τοπική Κοινότητα Μολίστης (Μόλιστα) – 23 Einwohner
  - Ortsgemeinschaft Molyvdoskepasto – Τοπική Κοινότητα Μολυβδοσκεπάστου (Μολυβδοσκέπαστος) – 43 Einwohner
  - Ortsgemeinschaft Monastiri – Τοπική Κοινότητα Μοναστηρίου (Μοναστήρι) – 17 Einwohner
  - Ortsgemeinschaft Nikanor – Τοπική Κοινότητα Νικάνορος (Νικάνωρ) – 38 Einwohner
  - Ortsgemeinschaft Pades – Τοπική Κοινότητα Πάδων (Πάδες) – 31 Einwohner
  - Ortsgemeinschaft Paleosellio – Τοπική Κοινότητα Παλαιοσελλίου (Παλαιοσέλλιο) – 45 Einwohner
  - Ortsgemeinschaft Pigi – Τοπική Κοινότητα Πηγής (Πηγή) – 101 Einwohner
  - Ortsgemeinschaft Pournia – Τοπική Κοινότητα Πουρνιάς (Πουρνιά) – 35 Einwohner
  - Ortsgemeinschaft Pyrgos – Τοπική Κοινότητα Πύργου (Πύργος) – 50 Einwohner
- Gemeindebezirk Mastorochoria – Δημοτική Ενότητα Μαστοροχωρίων – 930 Einwohner
  - Ortsgemeinschaft Asimochori – Τοπική Κοινότητα Ασημοχωρίου (Ασημοχώρι) – 42 Einwohner
  - Ortsgemeinschaft Chionades – Τοπική Κοινότητα Χιονάδων (Χιονάδες) – 42 Einwohner
  - Ortsgemeinschaft Drosopigi – Τοπική Κοινότητα Δροσοπηγής (Δροσοπηγή) – 103 Einwohner
  - Ortsgemeinschaft Gorgopotamos – Τοπική Κοινότητα Γοργοποτάμου (Γοργοπόταμος) – 29 Einwohner
  - Ortsgemeinschaft Kastania – Τοπική Κοινότητα Καστανέας (Καστανιά) – 79 Einwohner
  - Ortsgemeinschaft Kefalochori – Τοπική Κοινότητα Κεφαλοχωρίου (Κεφαλοχώρι) – 153 Einwohner
  - Ortsgemeinschaft Langada – Τοπική Κοινότητα Λαγκάδας (Λαγκάδα) – 124 Einwohner
  - Ortsgemeinschaft Oxya – Τοπική Κοινότητα Οξυάς, 51 Einwohner
    - Oxya – Οξυά – 18 Einwohner
    - Theotokos – Θεοτόκος – 33 Einwohner

  - Ortsgemeinschaft Plagia – Τοπική Κοινότητα Πλαγιάς (Πλαγιά) – 50 Einwohner
  - Ortsgemeinschaft Plikati – Τοπική Κοινότητα Πληκατίου (Πληκάτι) – 70 Einwohner
  - Ortsgemeinschaft Pyrsogianni – Τοπική Κοινότητα Πυρσόγιαννης (Πυρσόγιαννη) – 119 Einwohner
  - Ortsgemeinschaft Vourbiani – Τοπική Κοινότητα Βούρμπιανης (Βούρμπιανη) – 68 Einwohner

## Infrastruktur, Wirtschaft
Konitsas wirtschaftlicher Schwerpunkt war die Landwirtschaft. Trotz der dichten Bewaldung spielte die Holzwirtschaft im Vergleich zur Landwirtschaft eine untergeordnete Rolle. Beide, sowohl Landwirtschaft als auch Holzwirtschaft, haben in ihrer Bedeutung zu Gunsten des Tourismus abgenommen. Die Bedeutung der Landwirtschaft sinkt bereits seit dem Jahr 1970. 54 % aller Beschäftigten in Konitsa sind unterdessen im Dienstleistungssektor beschäftigt.
Konitsa ist ein wichtiger Zwischenhalt auf dem Weg von Ioannina im Süden nach Kozani im Nordosten. Die Nationalstraße 20 nutzt diese Route entlang des Tals des Sarandaporos-Flusses, um zwischen dem Smolikas-Massiv im Süden und dem Grammos-Massiv im Norden die Stadt Kozani zu erreichen. Bis zur Fertigstellung der Autobahn 2 war diese Nationalstraße die direkte Verbindung zwischen Westmakedonien und Epirus. Ab diesem Zeitpunkt übernimmt die Autobahn 2 auch die Funktion der Europastraße 90 für diesen Bereich.

## Kultur, Sehenswürdigkeiten und Persönlichkeiten

### Sehenswürdigkeiten
- Haus von Paisios vom Berg Athos
- Große osmanische Spitzbogenbrücke über den Fluss Aoos
- Osmanische Steinbogenbrücke über den Fluss Voidomatis (Klidonia Brücke)
- Die Wassermühle von Bourazani[29]
- Osmanische Steinbogenbrücke von Topolitsa[29]
- Haus von Houssein Sisko[30]
- Haus von Hamkos[31]
- Ruinen der Moschee aus dem Jahr 1536[32]
- Berg Tymfi mit den Drakolimnes (Gipfelseen)
- Nationalpark Vikos-Aoos

### Bildergalerie

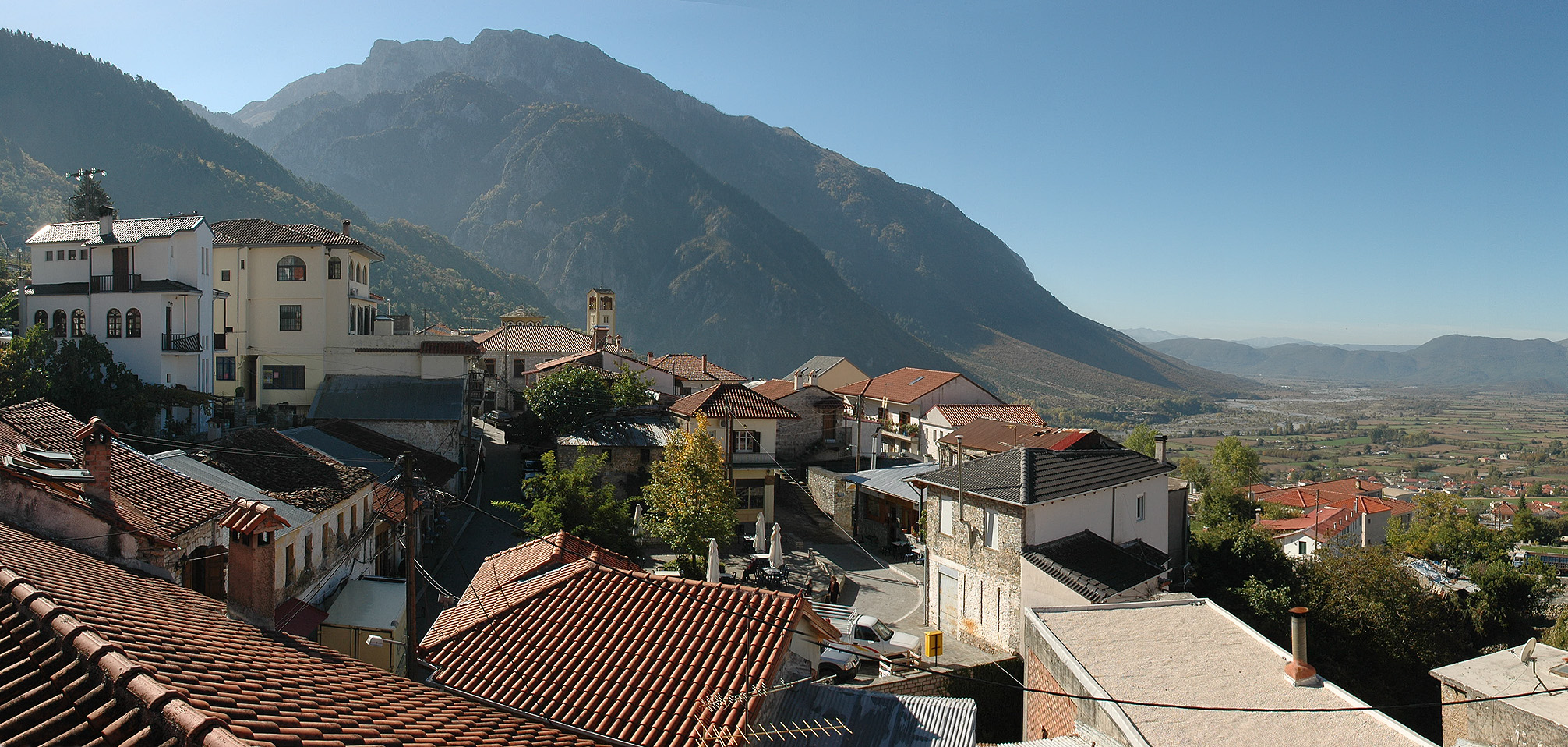
Blick auf die Ortschaft Konitsa
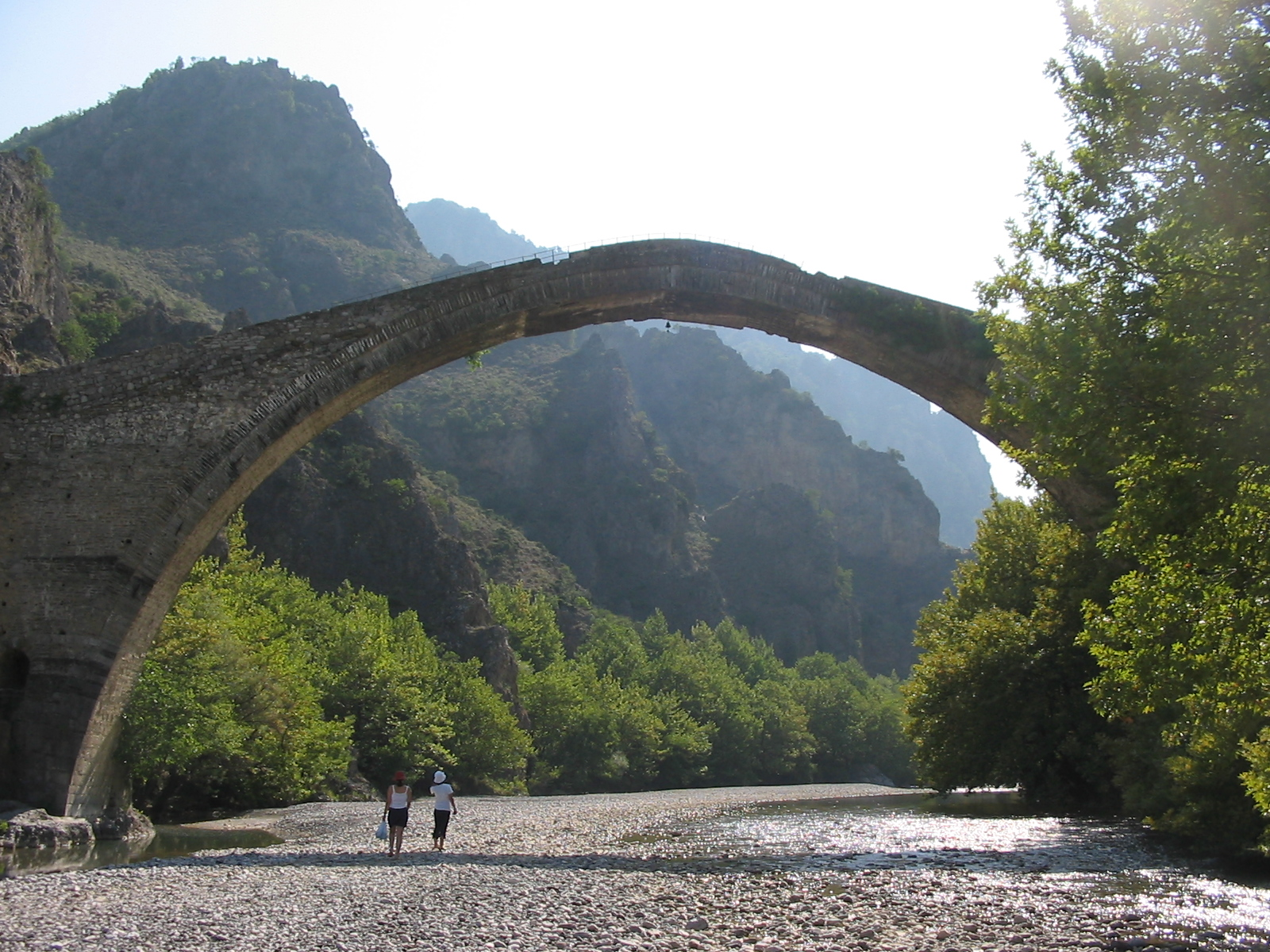
Osmanische Bogenbrücke über den Aoos bei Konitsa
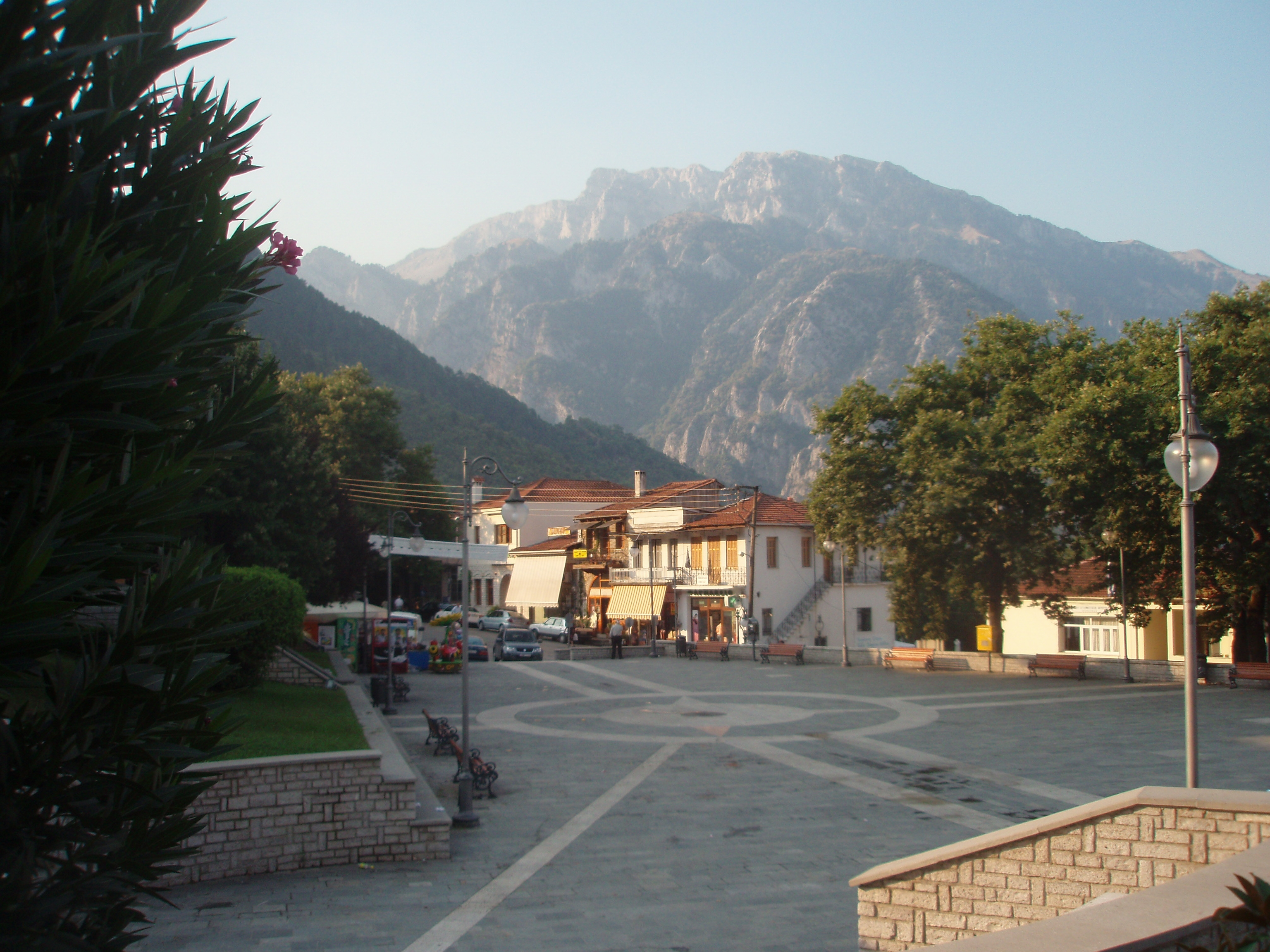
Zentraler Platz von Konitsa. Der Berg Tymfi im Hintergrund
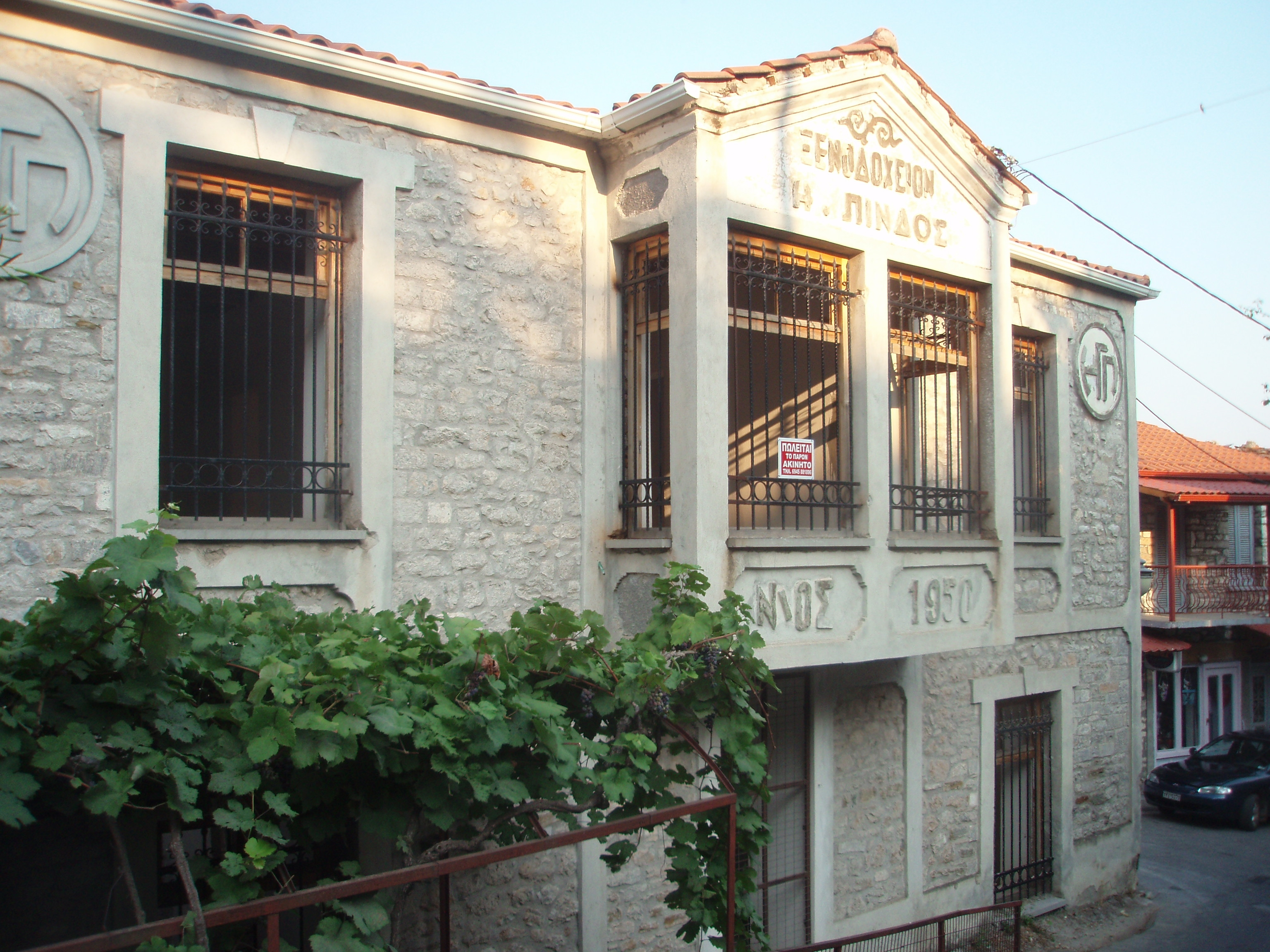
Verlassenes Pindos-Hotel in Konitsa
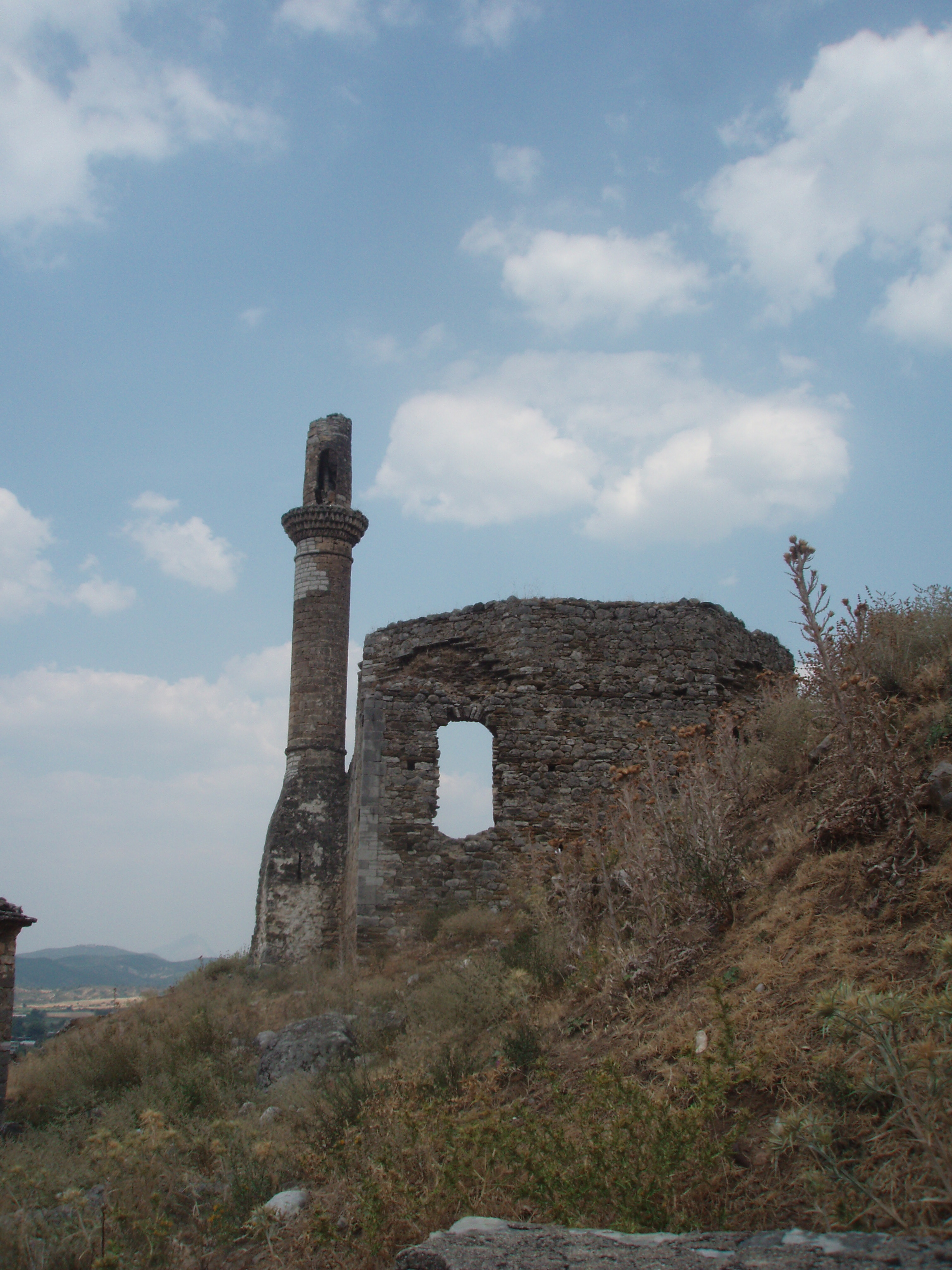
Ruinen einer osmanischen Moschee in Konitsa
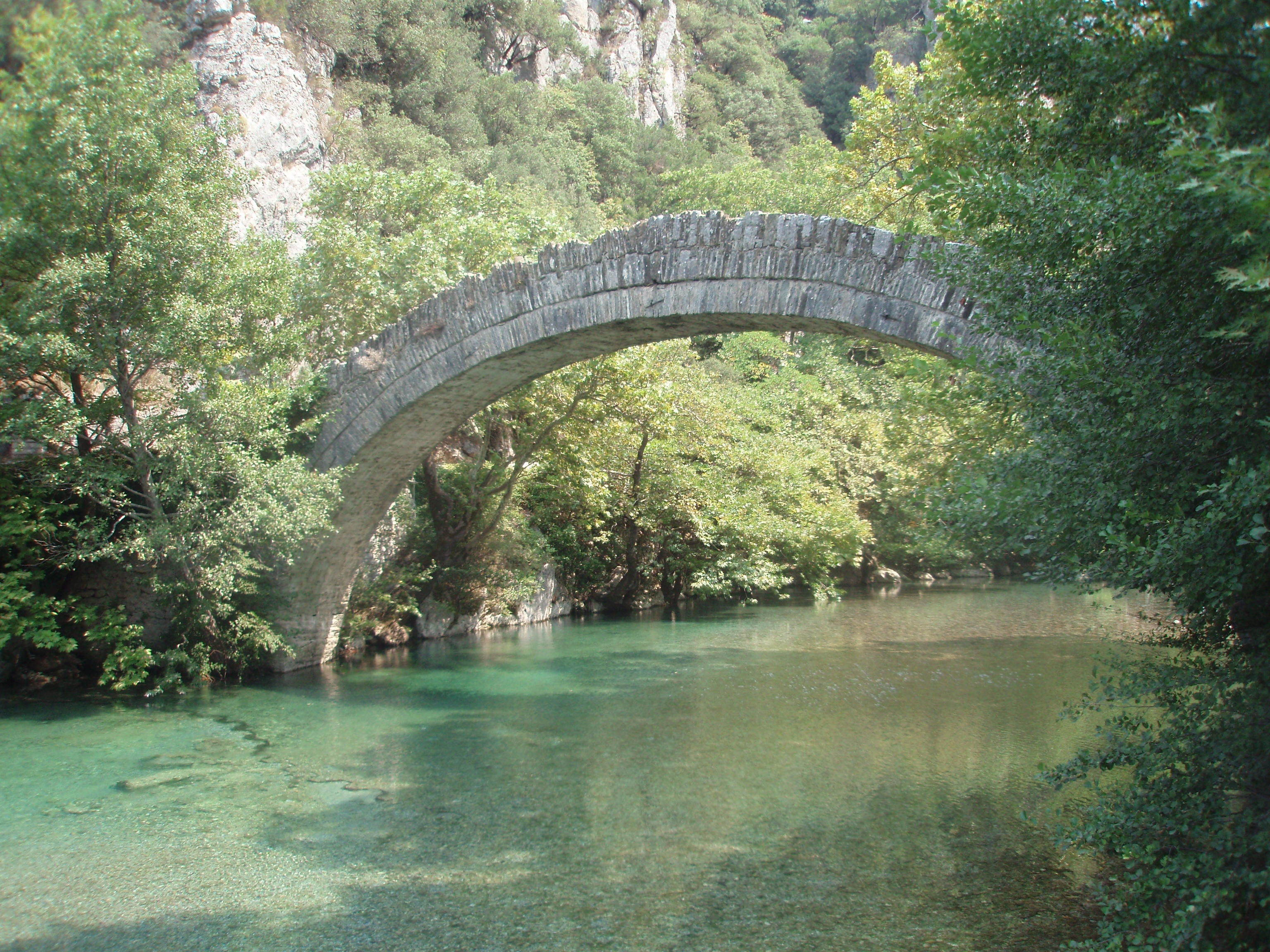
Klidonia-Steinbogenbrücke über den Fluss Vidomatis
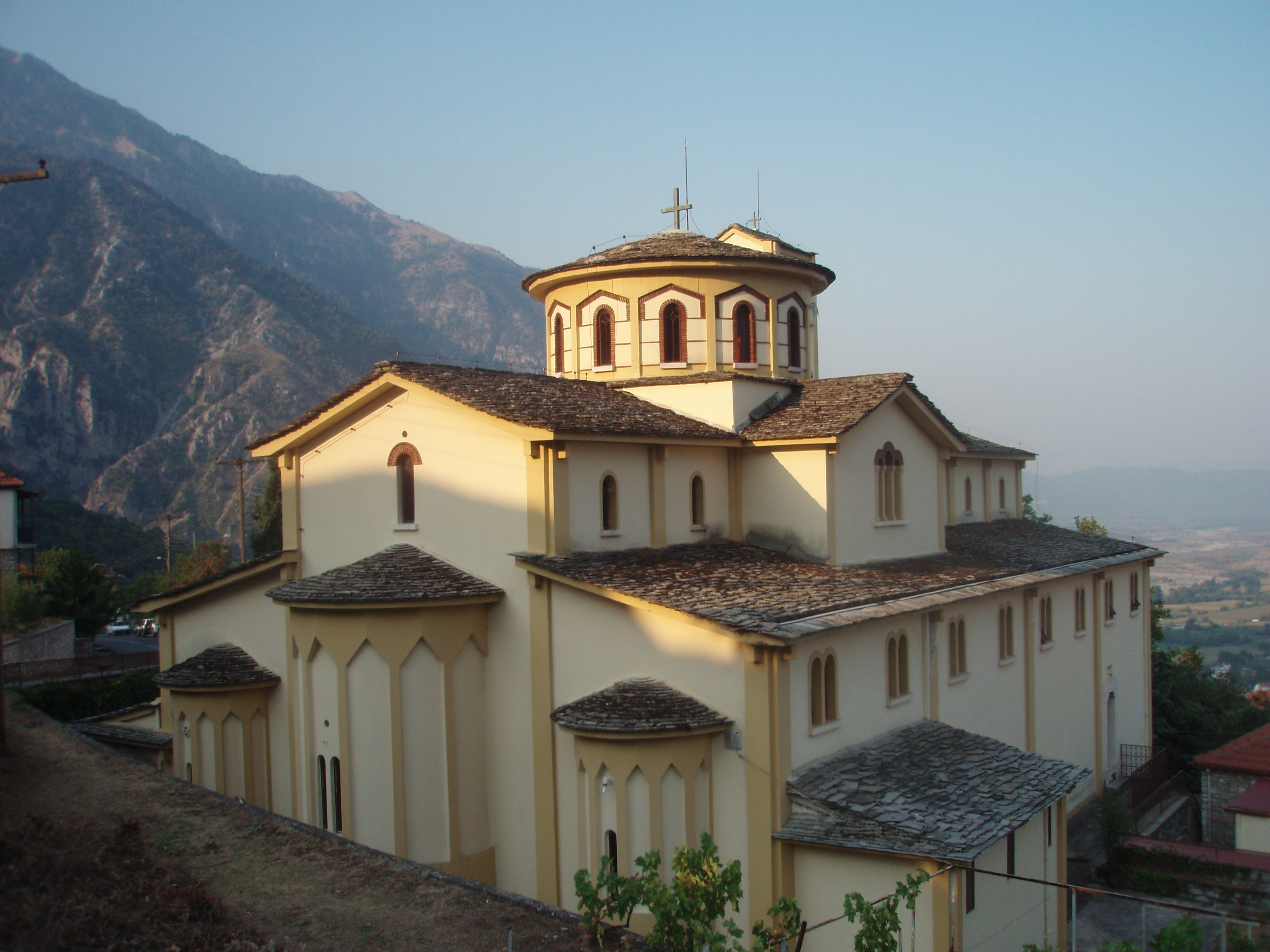
Hauptkirche von Konitsa
Das Haus in Konitsa, in dem Paisios seine Kindheit und Jugend verbrachte.

### Persönlichkeiten
- Faik Konica (1875–1942), albanischer Intellektueller und Diplomat
- Konstantinos Dovas (1898–1973), griechischer Politiker und General.